# Muamer Tanković
Muamer Tanković (Norrköping, 22 febbraio 1995) è un calciatore svedese di origini bosniache, attaccante o ala del Pafos e della nazionale svedese.

## Biografia
Proviene da Hageby, sobborgo di Norrköping, nato da genitori di origine bosniaca. È cugino di Armin Tanković, centrocampista con alle spalle 20 presenze in Allsvenskan con la maglia dell'IFK Norrköping.

## Caratteristiche tecniche
Soprannominato il Tévez svedese, Tanković è un'ala offensiva, dotata di una buona velocità, che può agire anche come prima punta, oppure grazie al suo dinamismo tattico, può giocare da trequartista. Possiede inoltre un buon fiuto del goal.

## Carriera

### Club
Dopo aver iniziato da bambino nella squadra di quartiere, è approdato alle giovanili dell'IFK Norrköping all'età di dieci anni. Nel 2011, sedicenne, in qualche occasione è andato in panchina con la prima squadra, senza però collezionare presenze ufficiali. Nello stesso anno si è messo in luce nel torneo giovanile Nike Premier Cup a Jönköping, e ha iniziato a segnare con la nazionale svedese giovanile.
Nel frattempo alcuni club europei lo hanno cercato: il suo agente Fabio Alho ha svolto un provino e organizzato una trattativa ben avviata con l'Amburgo, ma successivamente è prevalsa la volontà del giocatore di firmare con il Fulham, grazie anche all'interessamento personale dell'allenatore del club inglese Martin Jol.
Nel settembre 2011 si è dunque concretizzato il trasferimento al Fulham, con cui ha firmato un contratto triennale. Per circa due stagioni e mezzo è rimasto nella rosa delle squadre giovanili, ma il 14 gennaio 2014 ha debuttato ufficialmente con la prima squadra nel replay del terzo turno di FA Cup, quando ha sostituito il connazionale Alexander Kačaniklić all'87' minuto della sfida interna vinta per 3-0 dai Cottagers contro il Norwich City. Due settimane dopo, il 28 gennaio, ha giocato la sua prima partita in Premier League sostituendo Dimităr Berbatov al 83º, della partita persa 2-0 in trasferta contro lo Swansea. Il 9 febbraio 2014 è partito titolare all'Old Trafford contro il Manchester United, venendo sostituito all'intervallo da Darren Bent. Nell'estate 2014, alla scadenza del contratto, il giocatore è stato lasciato libero dalla dirigenza londinese.
Il suo secondo club professionistico è stato l'AZ, compagine della città di Alkmaar nei Paesi Bassi, con un contratto valido fino al giugno 2019. Alla prima giornata dell'Eredivisie 2014-2015 ha bagnato il suo esordio con un assist e il gol del definitivo 3-0 sul campo dell'Heracles Almelo. Dopo l'undicesima giornata aveva realizzato 4 reti in 10 partite, poi la sua produzione offensiva è diminuita, tanto da segnare un solo ulteriore gol in Eredivisie in poco più di 6 mesi. Nel corso della stagione successiva ha trovato meno spazio, segnando 3 gol in 19 presenze, partendo spesso dalla panchina. Nel suo ultimo anno all'AZ ha realizzato 2 reti in 13 presenze in campionato.
Il 10 agosto 2017 è tornato in Svezia per giocare con l'Hammarby, che lo ha acquistato con un contratto triennale per una cifra che non è stata resa nota. Nella stagione 2018 ha disputato tutte e 30 le partite di campionato in programma, confezionando 7 gol e 5 assist. Durante l'Allsvenskan 2019 la sua produzione offensiva è aumentata a 14 reti e 7 assist nell'arco di 28 partite, le quali hanno contribuito a mantenere l'Hammarby fino all'ultima giornata in lotta per il titolo (poi andato ai rivali del Djurgården) e a qualificare il club per le coppe europee per la prima volta da 13 anni a quella parte. Nel novembre del 2019 Tanković è stato molto vicino a passare al Genoa, al punto tale da recarsi nella città ligure per effettuare le visite mediche ma – dopo l'esonero del tecnico Thiago Motta e il cambio del direttore sportivo – il trasferimento è saltato dopo una situazione di stallo.
Dopo essere così rimasto all'Hammarby e aver iniziato l'Allsvenskan 2020 con 3 gol in 10 presenze, il 31 luglio è scaduto il suo contratto. Per alcuni giorni è rimasto svincolato, poi il 22 agosto è stato ufficializzato il suo nuovo contratto con l'Hammarby fino al 2022. Dal suo ritorno in poi, in un mese e mezzo ha segnato 4 gol in 4 partite.
Il 5 ottobre 2020, tuttavia, Tanković ha lasciato l'Hammarby per approdare in Grecia all'AEK Atene. I media greci hanno riportato che il trasferimento sarebbe avvenuto a titolo gratuito, in virtù di una clausola specifica presente nell'ultimo contratto con l'Hammarby che consentiva al giocatore di partire liberamente in presenza di offerte dall'estero.

### Nazionale
Dopo aver compiuto tutta la trafila delle varie nazionali giovanili svedesi, ha esordito con la nazionale maggiore svedese il 5 marzo 2014 in Turchia-Svezia (2-1). Nell'agosto 2016 ha fatto parte dei 18 convocati per la selezione svedese qualificata per le Olimpiadi di Rio 2016. Nel gennaio 2019 fa ritorno in nazionale dopo quasi cinque anni, disputando l'amichevole di Doha pareggiata per 2-2 contro l'Islanda.

## Statistiche

### Presenze e reti nei club
Statistiche aggiornate al 10 marzo 2025.
| Stagione          | Squadra           | Campionato        | Campionato | Campionato | Coppe nazionali | Coppe nazionali | Coppe nazionali | Coppe continentali | Coppe continentali | Coppe continentali | Altre coppe | Altre coppe | Altre coppe | Totale | Totale |
| Stagione          | Squadra           | Comp              | Pres       | Reti       | Comp            | Pres            | Reti            | Comp               | Pres               | Reti               | Comp        | Pres        | Reti        | Pres   | Reti   |
| ----------------- | ----------------- | ----------------- | ---------- | ---------- | --------------- | --------------- | --------------- | ------------------ | ------------------ | ------------------ | ----------- | ----------- | ----------- | ------ | ------ |
| 2013-2014         | Fulham            | PL                | 3          | 0          | FACup+CdL       | 3+0             | 0               | -                  | -                  | -                  | -           | -           | -           | 6      | 0      |
| 2014-2015         | AZ Alkmaar        | ED                | 26         | 5          | CO              | 3               | 2               | -                  | -                  | -                  | -           | -           | -           | 29     | 7      |
| 2015-2016         | AZ Alkmaar        | ED                | 19         | 3          | CO              | 3               | 2               | UEL                | 7                  | 0                  | -           | -           | -           | 29     | 5      |
| 2016-2017         | AZ Alkmaar        | ED                | 13         | 2          | CO              | 3               | 1               | UEL                | 3                  | 1                  | -           | -           | -           | 19     | 4      |
| Totale AZ Alkmaar | Totale AZ Alkmaar | Totale AZ Alkmaar | 58         | 10         |                 | 9               | 5               |                    | 10                 | 1                  |             | -           | -           | 77     | 16     |
| 2017              | Hammarby          | A                 | 12         | 1          | CS              | 3               | 1               | -                  | -                  | -                  | -           | -           | -           | 15     | 2      |
| 2018              | Hammarby          | A                 | 30         | 7          | CS              | 4               | 0               | -                  | -                  | -                  | -           | -           | -           | 34     | 7      |
| 2019              | Hammarby          | A                 | 28         | 14         | CS              | 1               | 1               | -                  | -                  | -                  | -           | -           | -           | 29     | 15     |
| 2020              | Hammarby          | A                 | 14         | 7          | CS              | 5               | 4               | UEL                | 1                  | 0                  | -           | -           | -           | 20     | 11     |
| Totale Hammarby   | Totale Hammarby   | Totale Hammarby   | 84         | 29         |                 | 13              | 6               |                    | 1                  | 0                  |             | -           | -           | 98     | 35     |
| ott. 2020-2021    | AEK Atene         | SLE               | 27         | 4          | CG              | 5               | 2               | UEL                | 5                  | 2                  | -           | -           | -           | 37     | 8      |
| 2021-2022         | AEK Atene         | SLE               | 18         | 0          | CG              | 2               | 1               | UEL                | 2                  | 0                  | -           | -           | -           | 22     | 1      |
| Totale AEK Atene  | Totale AEK Atene  | Totale AEK Atene  | 45         | 4          |                 | 7               | 3               |                    | 7                  | 2                  |             | -           | -           | 59     | 9      |
| 2022-2023         | Pafos             | AK                | 24+8       | 7+1        | KK              | 4               | 0               | -                  | -                  | -                  | -           | -           | -           | 36     | 8      |
| 2023-2024         | Pafos             | AK                | 22+10      | 10+4       | KK              | 5               | 2               | -                  | -                  | -                  | -           | -           | -           | 37     | 16     |
| 2024-2025         | Pafos             | AK                | 23+2       | 4+1        | KK              | 2               | 0               | UEL+UECL           | 2+16               | 0+4                | SC          | 1           | 0           | 46     | 9      |
| Totale Pafos      | Totale Pafos      | Totale Pafos      | 69+20      | 21+6       |                 | 11              | 2               |                    | 18                 | 4                  |             | 1           | 0           | 119    | 33     |
| Totale carriera   | Totale carriera   | Totale carriera   | 279        | 70         |                 | 43              | 16              |                    | 36                 | 7                  |             | 1           | 0           | 359    | 93     |

### Cronologia presenze e reti in nazionale
| Cronologia completa delle presenze e delle reti in nazionale ― Svezia | Cronologia completa delle presenze e delle reti in nazionale ― Svezia | Cronologia completa delle presenze e delle reti in nazionale ― Svezia | Cronologia completa delle presenze e delle reti in nazionale ― Svezia | Cronologia completa delle presenze e delle reti in nazionale ― Svezia | Cronologia completa delle presenze e delle reti in nazionale ― Svezia | Cronologia completa delle presenze e delle reti in nazionale ― Svezia | Cronologia completa delle presenze e delle reti in nazionale ― Svezia |
| Data                                                                  | Città                                                                 | In casa                                                               | Risultato                                                             | Ospiti                                                                | Competizione                                                          | Reti                                                                  | Note                                                                  |
| --------------------------------------------------------------------- | --------------------------------------------------------------------- | --------------------------------------------------------------------- | --------------------------------------------------------------------- | --------------------------------------------------------------------- | --------------------------------------------------------------------- | --------------------------------------------------------------------- | --------------------------------------------------------------------- |
| 5-3-2014                                                              | Ankara                                                                | Turchia                                                               | 2 – 1                                                                 | Svezia                                                                | Amichevole                                                            | -                                                                     | 67’                                                                   |
| 11-1-2019                                                             | Doha                                                                  | Islanda                                                               | 2 – 2                                                                 | Svezia                                                                | Amichevole                                                            | -                                                                     | 78’                                                                   |
| 18-11-2019                                                            | Solna                                                                 | Svezia                                                                | 3 – 0                                                                 | Fær Øer                                                               | Qual. Euro 2020                                                       | -                                                                     |                                                                       |
| 9-1-2020                                                              | Doha                                                                  | Svezia                                                                | 1 – 0                                                                 | Moldavia                                                              | Amichevole                                                            | -                                                                     | 78’                                                                   |
| 12-1-2020                                                             | Doha                                                                  | Kosovo                                                                | 0 – 1                                                                 | Svezia                                                                | Amichevole                                                            | -                                                                     | 69’ 73’                                                               |
| Totale                                                                |                                                                       | Presenze                                                              | 5                                                                     |                                                                       | Reti                                                                  | 0                                                                     |                                                                       |

| Cronologia completa delle presenze e delle reti in nazionale ― Svezia olimpica | Cronologia completa delle presenze e delle reti in nazionale ― Svezia olimpica | Cronologia completa delle presenze e delle reti in nazionale ― Svezia olimpica | Cronologia completa delle presenze e delle reti in nazionale ― Svezia olimpica | Cronologia completa delle presenze e delle reti in nazionale ― Svezia olimpica | Cronologia completa delle presenze e delle reti in nazionale ― Svezia olimpica | Cronologia completa delle presenze e delle reti in nazionale ― Svezia olimpica | Cronologia completa delle presenze e delle reti in nazionale ― Svezia olimpica |
| Data                                                                           | Città                                                                          | In casa                                                                        | Risultato                                                                      | Ospiti                                                                         | Competizione                                                                   | Reti                                                                           | Note                                                                           |
| ------------------------------------------------------------------------------ | ------------------------------------------------------------------------------ | ------------------------------------------------------------------------------ | ------------------------------------------------------------------------------ | ------------------------------------------------------------------------------ | ------------------------------------------------------------------------------ | ------------------------------------------------------------------------------ | ------------------------------------------------------------------------------ |
| 5-8-2016                                                                       | Manaus                                                                         | Svezia olimpica                                                                | 2 – 2                                                                          | Colombia olimpica                                                              | Olimpiadi 2016 - 1°turno                                                       | -                                                                              | 86’                                                                            |
| 8-8-2016                                                                       | Manaus                                                                         | Svezia olimpica                                                                | 0 – 1                                                                          | Nigeria olimpica                                                               | Olimpiadi 2016 - 1°turno                                                       | -                                                                              | 69’                                                                            |
| 11-8-2016                                                                      | Salvador de Bahia                                                              | Giappone olimpica                                                              | 1 – 0                                                                          | Svezia olimpica                                                                | Olimpiadi 2016 - 1°turno                                                       | -                                                                              | 45’                                                                            |
| Totale                                                                         |                                                                                | Presenze                                                                       | 3                                                                              |                                                                                | Reti                                                                           | 0                                                                              |                                                                                |

## Palmarès

### Club

#### Competizioni nazionali
- Campionato cipriota: 1

Pafos: 2024-2025
- Coppa di Cipro: 1

Pafos: 2023-2024